# 보비 진덜
피유시 암리트 "보비" 진덜(영어: Piyush Amrit "Bobby" Jindal, 힌디어: पीयूष "बॉबी" जिन्दल, 1971년 6월 10일 ~ )은 미국의 정치인이다.
1971년 6월 10일에 인도 이민자의 아들로 루이지애나주 배턴루지에서 태어났다. 집안에서 힌두교를 믿었으나, 학창 시절 가톨릭으로 개종했다. 브라운 대학교 졸업 후 로즈 장학금을 받아 영국 옥스퍼드 대학교에서 정치학을 전공했다. 그 후 잠시 컨설팅 회사에서 일하다 공화당 정치인의 소개로 루이지애나주 정부에서 근무했다.
주 정부에서는 의료와 교육 분야에서 경력을 쌓은 그는 2001년 조지 W. 부시 대통령에 의해 보건복지부 부담당자로 임명되었으며, 2003년 주지사 선거에 출마하기 위해 루이지애나 주로 돌아왔다. 10월 1차 선거에서 32세의 그는 전 후보 중 1위를 차지하며 큰 돌풍을 일으켰으나, 11월 본선거에서 민주당의 여성인 캐슬린 블랭코 후보에게 패했다. 여성과 소수민족 (아시아계)의 대결로 큰 관심을 모았던 주지사 선거에서 그는 패했으나, 젊은 정치인으로 큰 주목을 받았다. 그 이듬해 연방 하원의원 선거에 출마하여 높은 득표율로 당선되었다. 2006년 재선되었으나, 2007년 주지사 선거에 다시 출마했으며, 1차 투표에서 과반 득표로 바로 당선되었다. 그 이듬해 1월 만 36세의 젊은 나이로 주지사가 된 그는 당시 미국 최연소 주지사였다. 또한 인도계로는 처음으로 주지사 자리에 오른 것이기도 했다. 전국적으로도 이름이 상당히 알려진 정치인이 되었으며, 젊고 개혁적인 이미지로 차세대 미국을 이끌 대표적인 정치인으로 주목받고 있다. 2016년 미국 대통령 선거 공화당 경선에 출마했으나 사퇴했다.

## 역대 선거 결과
| 선거명      | 직책명                          | 대수  | 정당   | 1차 득표율 | 1차 득표수 | 2차 득표율 | 2차 득표수 | 결과 | 당락                       |
| ----------- | ------------------------------- | ----- | ------ | ---------- | ---------- | ---------- | ---------- | ---- | -------------------------- |
| 2003년 선거 | 루이지애나 주지사               | 54대  | 공화당 | 32.54%     | 443,389표  | 48.05%     | 676,484표  | 2위  | 낙선                       |
| 2004년 선거 | 하원의원 (루이지애나 제1선거구) | 109대 | 공화당 | 78.40%     | 225,708표  |            |            | 1위  | 루이지애나주 하원의원 당선 |
| 2006년 선거 | 하원의원 (루이지애나 제1선거구) | 110대 | 공화당 | 88.11%     | 130,508표  |            |            | 1위  | 루이지애나주 하원의원 당선 |
| 2007년 선거 | 루이지애나 주지사               | 55대  | 공화당 | 53.88%     | 699,275표  |            |            | 1위  | 루이지애나 주지사 당선     |
| 2011년 선거 | 루이지애나 주지사               | 55대  | 공화당 | 65.80%     | 673,239표  |            |            | 1위  | 루이지애나 주지사 당선     |